# Haute-contre
Dans la musique occidentale, au sein de la musique classique, et plus précisément, de la période baroque, une haute-contre désigne majoritairement une voix masculine dont la tessiture est particulièrement aiguë.
Ce terme peut ensuite désigner un pupitre au sein de la polyphonie de cette même époque, ou encore, une voix de femme (plus rarement), car la classification vocale baroque s'appuie avant tout sur la tessiture, non sur la typologie (utilisation moderne).

## Description

### Tessiture
Tout comme les voix de contralto (féminin) et de contreténor, la haute-contre vient chanter contre la voix du ténor (la teneur), et par le dessus. Elle partage ainsi à peu près la même tessiture, qui s'étend du do2 au fa4[citation nécessaire]. En plus clair, il s'agit d'un vrai ténor avec une tessiture assez élevée qui utilise sa voix de tête pour certains aigus.
Celle-ci est tout de même caractérisée par des compositions essentiellement écrites autour et au-dessus du passage de la voix de ténor (fa/sol3).
Note : la tessiture écrite pour cette voix, en chœur, est souvent plus basse d'une tierce.

### Puissance
Contrairement à la classification moderne des voix, il n'existe pas de vocabulaire spécifique et baroque pour décrire une voix plus ou moins puissante. Cependant, pour des rôles d'opéra souvent exigeants du fait de l'espace sonore à remplir, on trouvera souvent le terme héroïque pour décrire un rôle demandant une puissance importante (on retrouve ce mot dans le Heldentenor (ténor dramatique allemand).

### Placement de la voix
La technique utilisée est dite de voix mixte. Elle permet de passer du registre de la voix de poitrine à celui de la tête sans faire entendre de brisure, là où, chez l'homme, la voix passe en fausset (falsetto).
Elle se distingue de la technique actuelle de la voix de ténor qui fait entendre un registre de poitrine jusqu'à l'aigu. Le résultat en est une voix moins puissante, mais à la fois plus agile et plus aiguë.

## Historique
Cette voix, ancêtre de la voix de ténor léger[citation nécessaire], employée presque uniquement en France, est très utilisée jusqu'à la fin du XVIIIe siècle, puis progressivement abandonnée au profit de la voix de ténor lyrique (plus grave, ceux-ci ayant peu à peu acquis — et inventé — un aigu dit « de poitrine »).
Cette voix a posé de grands problèmes à de nombreux ténors qui ont parfois préféré la forcer plutôt que l'abandonner, conformes à une école de chant peu ordinaire (en Europe, on parle d'urlo francese). Cette « école de chant » étant issue, avant tout, de la tradition théâtrale : voix audible et gutturale.
Cette voix a sans doute laissé une héritière dans l'histoire des voix en France, la voix de « ténor à la française » : une voix de ténor aigu et très souple et très agile, maîtrisant parfaitement la voix mixte, mêlant des résonances de tête et de poitrine, permettant des pianissimi très aigus (Alain Vanzo, Léopold Simoneau etc.).
On entend parfois que cette voix trouve son pendant en Italie avec le tenore contraltino, voire le Counter-tenor anglais, mais le goût peu prononcé pour le falsetto des Français (du XVIIIe siècle) rend caduque cette comparaison.

### Compositeurs et répertoire
Pour des raisons historiques, culturelles et politiques, cette voix correspond aussi à un répertoire spécifique : à la fois baroque et français.
Tous les compositeurs français de la fin du XVIIe siècle et de l'entier du XVIIIe siècle ont donc écrit pour celle-ci, à partir de Robert Cambert et Jean-Baptiste Lully, jusqu’à Jean-Baptiste Rey et à Jean-Baptiste Lemoyne, en passant, entre autres, par Joseph Bodin de Boismortier, Marin Marais, André Campra, Jean-Joseph Cassanéa de Mondonville et Jean-Philippe Rameau. Parmi les compositeurs de l'époque, certains furent eux-mêmes des hautes-contre , solistes (Marc-Antoine Charpentier et Thomas-Louis Bourgeois) ou choristes (François Colin de Blamont et Louis de La Coste).
Les musiciens non français qui ont composé pour les scènes parisiennes de la seconde moitié du XVIIIe siècle écrivirent, eux aussi, pour la voix de haute-contre, à partir de Christoph Willibald Gluck, Niccolò Piccinni, Johann Christian Bach et Antonio Sacchini.

Pour le répertoire, voir : 

### Premières hautes-contre de l’Académie royale de musique
- Bernard Clédière (v. 1673-1680)[3]
- Louis Gaulard Dumesny (1680-1700)[4]
- Pierre Chopelet (v. 1700-1702)[5]
- Jacques Cochereau (v. 1702-1719)[6]
- Louis Muraire (ou Murayre) (1719-1727)[7]
- Denis-François Tribou (1727-1739)[8]
- Pierre de Jélyotte (1733-1755)[9]
- François Poirier (1755-1759)[10]
- Jean-Pierre Pillot (v. 1759-1766)[11]
- Joseph Legros (v. 1766-1783)[12]
- Étienne Lainez (ou Lainé) (1783-1812)[13]
- Jean-Joseph Rousseau (it) (adjoint de Lainez; v. 1786-1800)[14]

### D'autres chanteurs célèbres
- François Anthoine
- Marc-François Bêche
- Jean-Antoine Bérard (ou Jean-Baptiste)
- Thomas-Louis Bourgeois
- Antoine Boutelou
- Marc-Antoine Charpentier
- Jean Elleviou (qui avait pourtant débuté comme basse-taille)
- Jean-Baptiste Guignard "Clairval" (seulement dans la première phase de sa carrière)
- Jean-Baptiste-Sauveur Gavaudan
- Jean-Paul Spesoller dit M. (de) La Tour (Latour)
- Louis Michu
- Antoine Trial
- Jean Belliard